# Little Missouri River (Missouri River)
Der Little Missouri River ist ein 965 Kilometer langer, rechter Zufluss des Missouri River in den nördlichen Great Plains Nordamerikas. Er entspringt im Nordosten des US-Bundesstaates Wyoming, etwa 20 Kilometer südwestlich vom Devils Tower im Crook County. Er fließt dann kontinuierlich nach Nordosten, schneidet eine Ecke Montanas und erreicht dann South Dakota, wo er die Badlands in nördlicher Richtung nach North Dakota durchfließt. Der Fluss durchquert das Little Missouri National Grassland sowie die beiden Teile des Theodore-Roosevelt-Nationalparks, in dessen Nordteil er wieder nach Osten dreht und im Lake Sakakawea mündet. Dort bildet er einen 48 Kilometer langen Arm des Wasserspeichers, der Little Missouri Bay genannt wird und den Hauptkanal des Missouri etwa 40 Kilometer nördlich von Killdeer erreicht. Nach Milk River, James River und Yellowstone River ist der Little Missouri der viertlängste Zufluss des Missouri River.

## Verlauf
Der Little Missouri River entspringt in der Hügelkette der Mitchell Creek Breaks im westlichen Crook County in Wyoming auf einer Höhe von etwa 1370 m, rund 30 km nördlich von Moorcroft und 20 km westsüdwestlich des Devils Tower. Er fließt von dort in nordöstliche Richtung, durchfließt das Oshoto Reservoir und erhält mit dem Prairie Creek von links seinen ersten größeren Nebenfluss. In stark mäandrierendem Verlauf fließt der Fluss durch Wyoming und erreicht bei Alzada das Carter County in Montana. Dort unterquert der Fluss den U.S. Highway 212 und folgt der Montana State Route 323 nach Nordosten. Zudem erhält er mit Thompson Creek, Willow Creek und Cottonwood Creek längere Zuflüsse. Durch die West Short Pine Hills fließt der Little Missouri River ins Harding County in South Dakota und unterquert bei Camp Crook den South Dakota Highway 20. Stark mäandrierend verläuft er weiter durch die Great Plains in nördliche Richtung, erreicht das Bowman County in North Dakota und erhält mit Boxelder Creek und Little Beaver Creek von links weitere größere Zuflüsse. Bei Marmarth fließt der Fluss ins Slope County, unterquert den U.S. Highway 12 und fließt im weiteren Verlauf durch Teile des Little Missouri National Grassland. Er streift das Golden Valley County und wendet sich für einige Kilometer nach Osten, bevor er sich am Zusammenfluss mit dem Deep Creek wieder nach Norden wendet. Im Billings County unterquert der Little Missouri River die Interstate 94 und durchfließt zunächst den südlichen Teil des Theodore-Roosevelt-Nationalparks. Zudem erhält er von links den Beaver Creek. Weiter nördlich erreicht der Fluss in großen Flussschlingen das McKenzie County, wo er sich nach Osten wendet und den nördlichen Teil des Nationalparks durchquert. In den Achenbach Hills unterquert der Little Missouri U.S. Highway 85 sowie North Dakota Highway 200 und erreicht weiter östlich das Dunn County. Hier wendet er sich erstmals nach Südosten, unterquert den North Dakota Highway 22 und mündet schließlich auf einer Höhe von 567 m in der Fort Berthold Reservation in die Little Missouri Bay, einen Seitenarm des hier zum Lake Sakakawea aufgestauten Missouri River. 

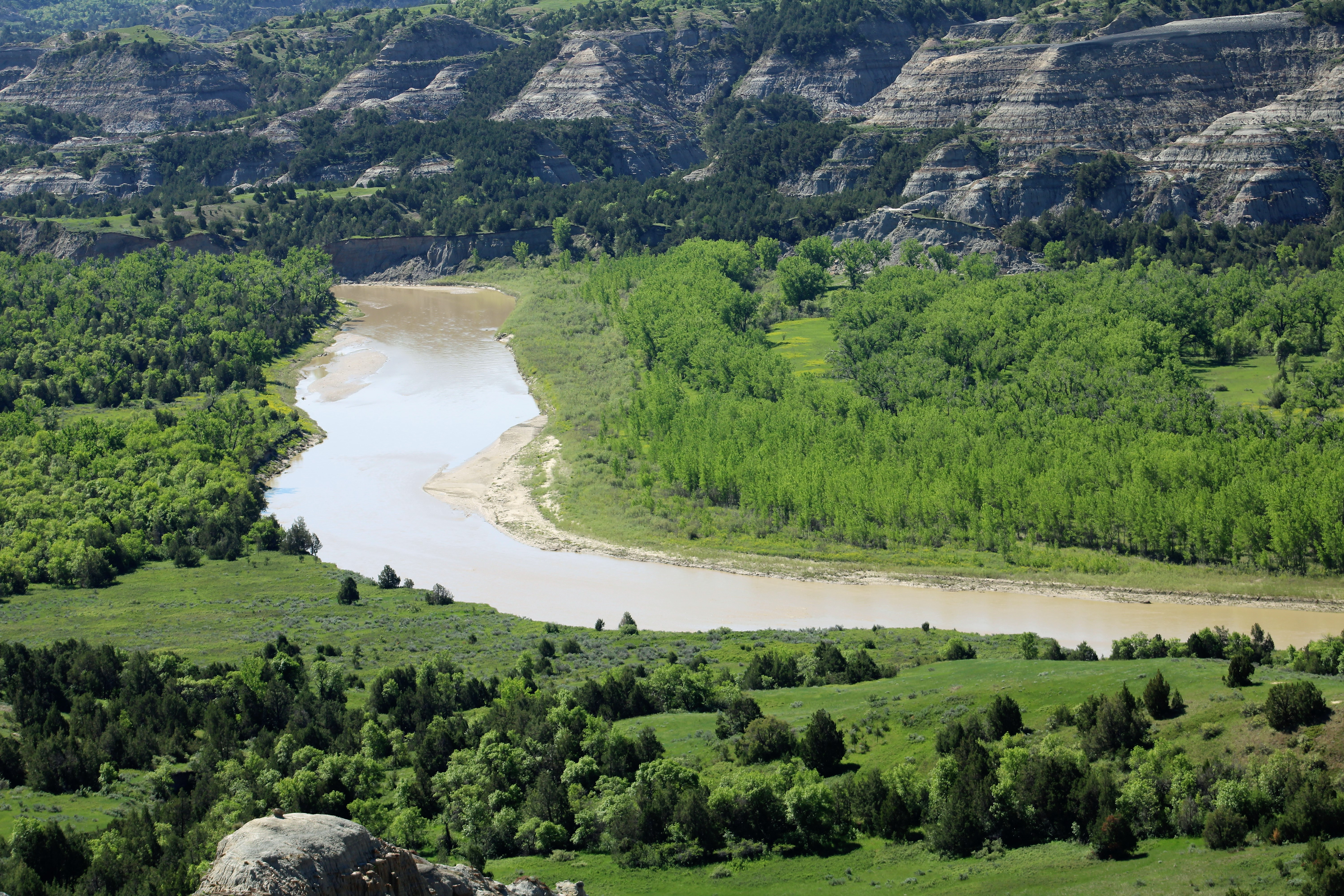
Little Missouri im Theodore-Roosevelt-Nationalpark
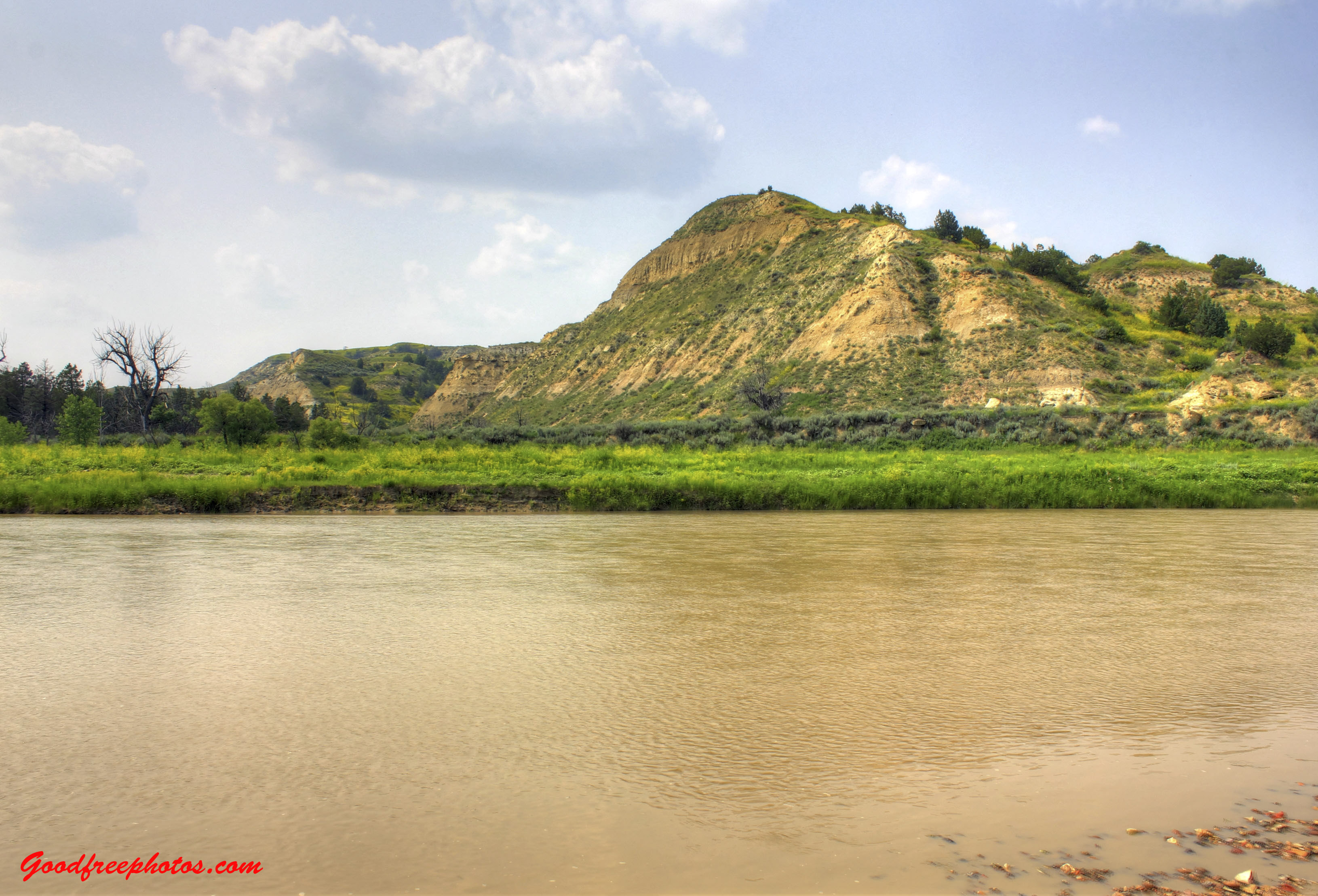
Der Fluss in North Dakota
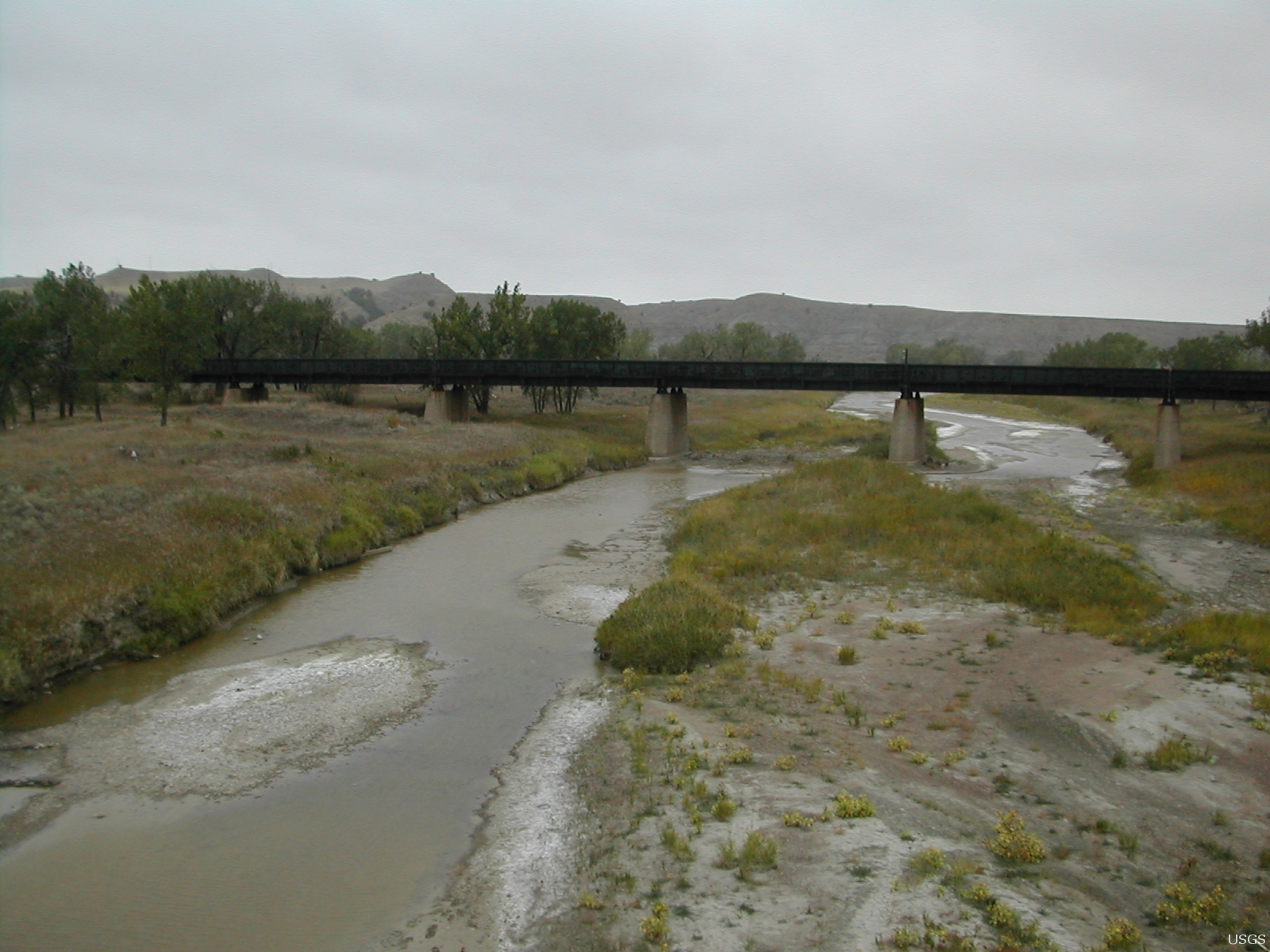
Little Missouri River bei Marmarth, North Dakota
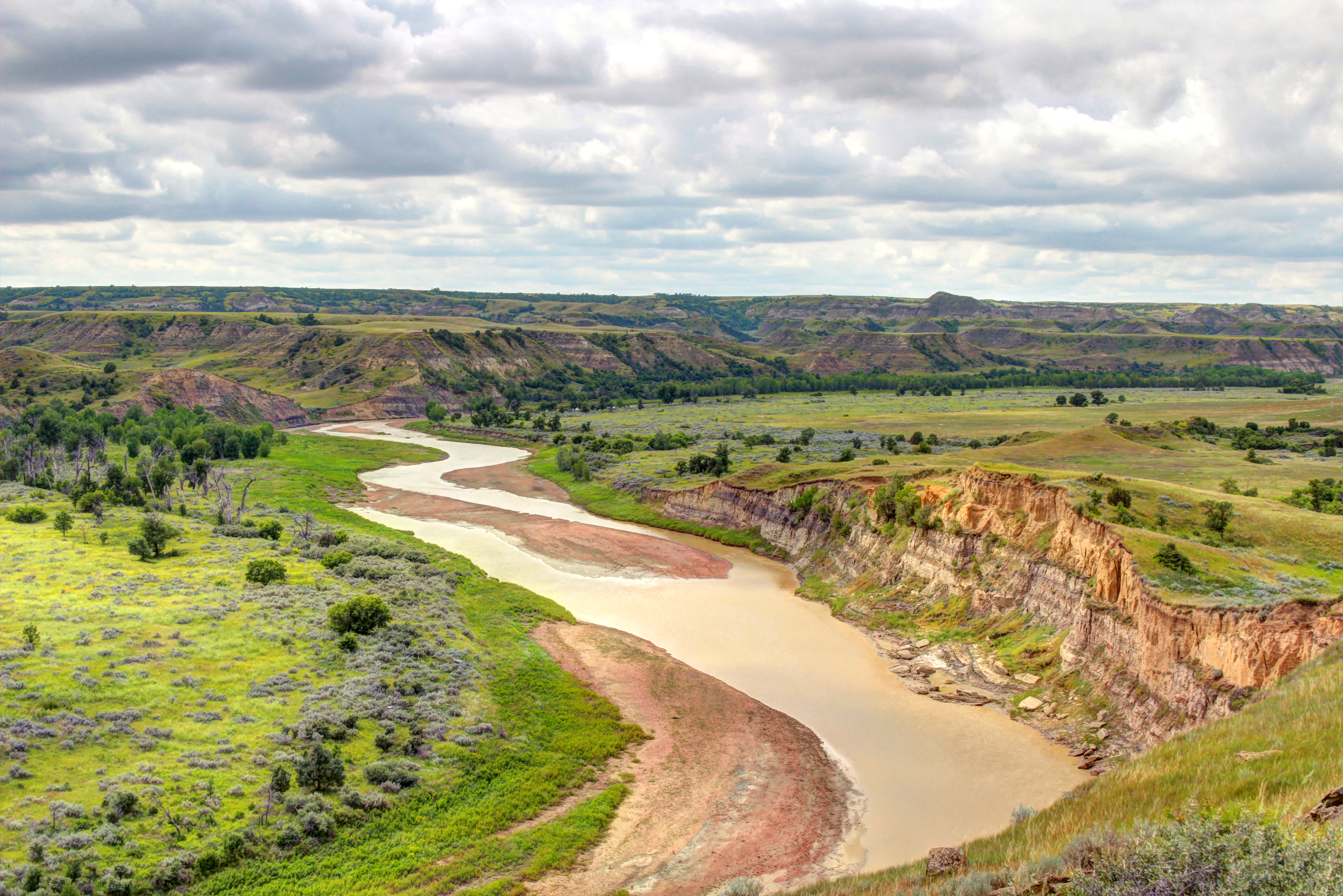
Little Missouri im Theodore-Roosevelt-Nationalpark
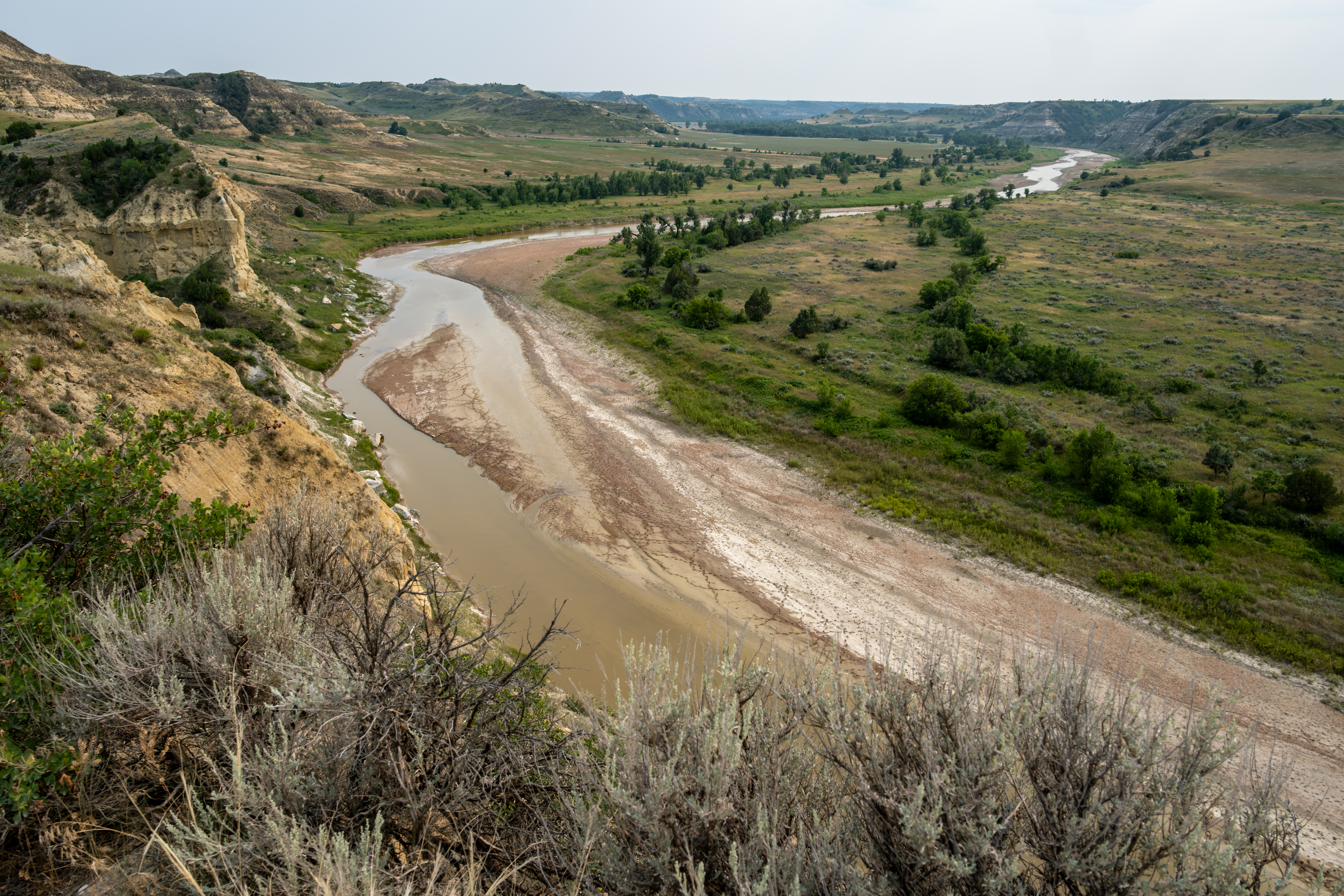
Im Theodore-Roosevelt-Nationalpark

## Hydrologie
Der Little Missouri River ist als Nebenfluss des Missouri River Teil des Einzugsgebietes des Mississippi, der in den Golf von Mexiko entwässert. Das Einzugsgebiet des Little Missouri River hat eine Fläche von etwa 24.600 km² und grenzt an die Einzugsgebiete von Knife River, Heart River, Cannonball River, Grand River und Moreau River im Osten, Belle Fourche River im Südosten und Süden, Little Powder River im Südwesten sowie Powder River, O'Fallon Creek und Yellowstone River im Westen. 12.200 km² (50 %) des Einzugsgebiets liegen in North Dakota, 8.800 km² (36 %) in Montana, 1.880 km² (8 %) in Wyoming und 1.570 km² (6 %) in South Dakota. Der Abfluss am Pegel bei Watford City, 85 km oberhalb der Mündung, beträgt 15,2 m³/s, am Pegel bei Marmarth im südlichen North Dakota 8,77 m³/s und am Pegel Alzada im Süden Montanas lediglich 2,27 m³/s.

## Belege
1. 1 2  Little Missouri River (Missouri River). In: Geographic Names Information System. United States Geological Survey, United States Department of the Interior (englisch).
2. ↑  USGS 06337000 LITTLE MISSOURI RIVER NR WATFORD CITY, ND. Abgerufen am 14. Januar 2025.
3. ↑  USGS 06335500 LITTLE MISSOURI RIVER AT MARMARTH, ND. Abgerufen am 14. Januar 2025.
4. ↑  USGS 06334000 Little Missouri River near Alzada MT. Abgerufen am 14. Januar 2025.